# Hansa-Theater (Hamburg)

Das Logo des Theaters

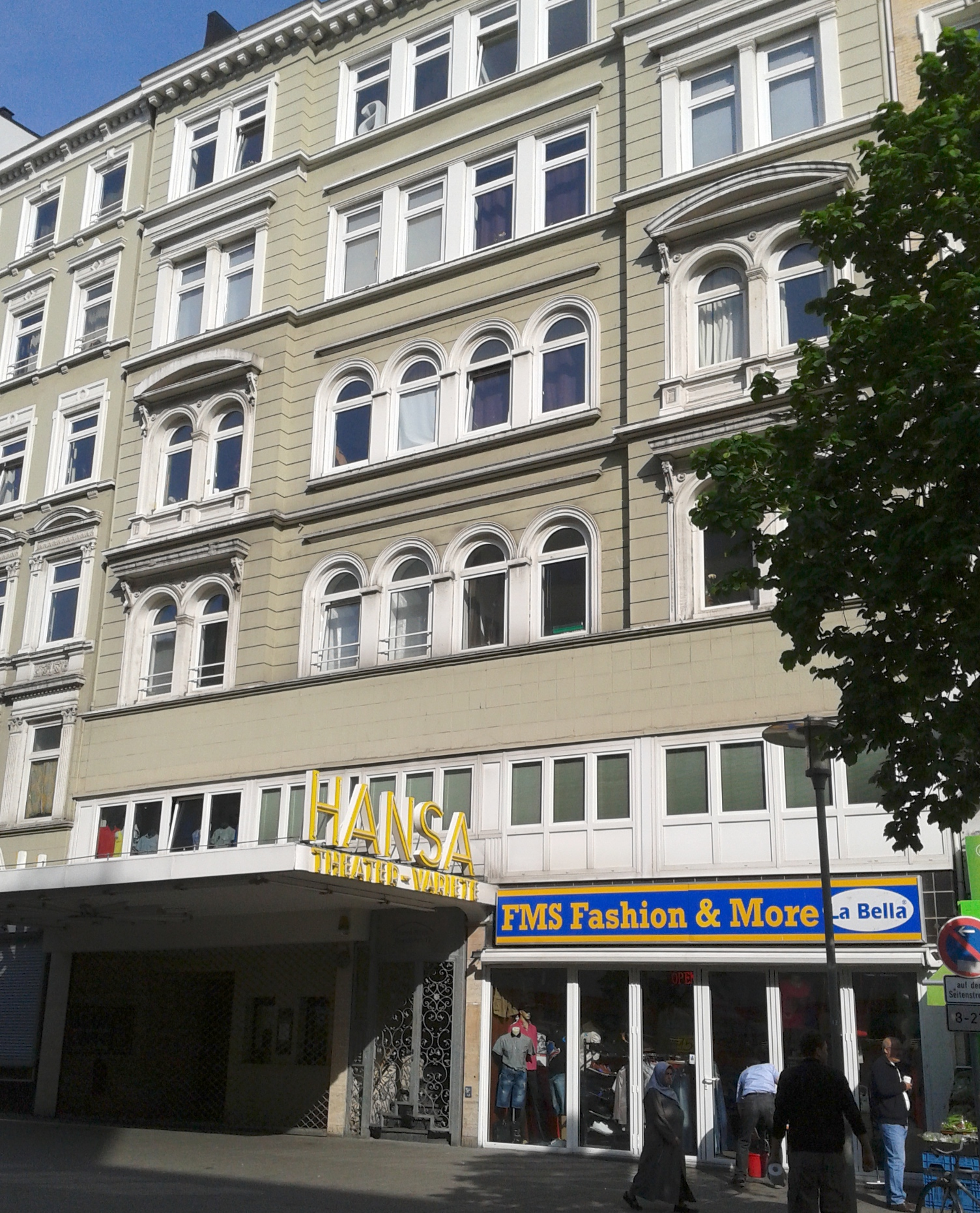
Das Hansa-Theater 2012

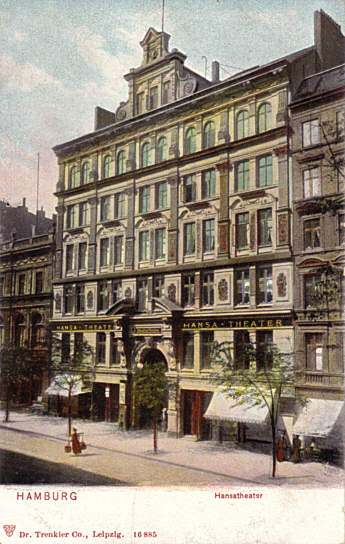
Das Hansa-Theater auf einer Ansichtskarte um 1900

Das Hansa-Theater ist ein Varietétheater in Hamburg. Das Haus am Steindamm im Stadtteil St. Georg war lange Zeit das einzig verbliebene klassische Varieté in der Bundesrepublik. Das 1893 gegründete Privattheater mit seinen seit 1953 nahezu unveränderten Räumen stellte 2001 den Spielbetrieb für einige Jahre ein und wird seit 2009 wieder im Winterhalbjahr als Varieté-Theater genutzt. Seit 2020 wird das Theater ganzjährig bespielt.

## Geschichte
Der Illusionskünstler und Brauereibesitzer Paul Wilhelm Grell (1860–1937) kaufte im Jahr 1893 den 1878 erbauten Hansa-Concert-Saal in St. Georg. Er ließ ihn zu einem Varietétheater mit Gastronomie umbauen, dem am 5. März 1894 eröffneten Hansatheater.
Dieses wurde in kurzer Zeit durch Verpflichtung internationaler Stars wie Cléo de Mérode zu einem der bedeutendsten deutschen Varietés. 1919 wurde Paul Wilhelms Sohn Kurt Grell Juniorchef, 1924 übernahm er das Theater. Er schaffte 1927 den Gastronomiebetrieb ab und ließ das Theater ausbauen, so dass es etwa 1500 Besucher fasste.
Zu den auftretenden Künstlern zählten unter anderem: Hans Albers, Josephine Baker, Wilhelm Bendow, die Comedian Harmonists, Clown Grock, Erik Jan Hanussen, der Entfesselungskünstler Harry Houdini, Fritzi Massary, Jongleur Enrico Rastelli, Therese Renz, Charly Wittong oder die Gebrüder Wolf.
Bei der Operation Gomorrha im Juli 1943 wurde auch das Hansa-Theater zerstört. Kurt Grell baute das Theater mit 330 Plätzen wieder auf. Bereits im August 1945 erhielt es von den Besatzungsmächten die Erlaubnis zur Wiedereröffnung. Im ersten Nachkriegsprogramm traten unter anderem ein Jongleur, eine Trapezkünstlerin, ein Tanzpaar und vier Tänzerinnen auf. Bezahlt wurde mit Lebensmittelmarken.
Das nicht subventionierte Privattheater im Familienbesitz wurde zum bedeutendsten bundesdeutschen Varietétheater der Nachkriegszeit. 1953 erfolgte ein neuer Umbau, der das Hansa-Theater zu einem Showtheater mit integriertem Restaurant und 491 Plätzen machte. Es gab in monatlichem Wechsel ein mehrstündiges Nummernprogramm. Akteure waren unter anderem Caterina Valente, Friedel Hensch und die Cyprys, Clown Charlie Rivel, die Tiller Girls, Conny Froboess, Wolfgang Neuss und der Magier Kalanag. Selbst Elefanten und Pferde waren zu sehen. Im November 1964 konnten Siegfried und Roy präsentiert werden.
Kurt Grell starb am 7. Februar 1967. Das Hansa-Theater wurde von seiner Frau Telse Meyer-Grell weitergeführt. Übertragungen aus dem Theater im immer populärer werdenden Fernsehen, zugleich auch Konkurrent der Varietés, wurden trotz möglicher Bekanntheitssteigerung abgelehnt. Man warb sogar erfolgreich mit dem Motto: Nie im Fernsehen.  Im Hansa-Theater entdeckte auch Otto Waalkes den später aus der Musik-Fernsehsendung Ronny’s Pop Show bekannten Affen.
Das Hansa-Theater trotzte lange der Krise des Varietés und verblieb nach weiteren Schließungen in den 1960er Jahren als einziges klassisches Varieté-Theater in der Bundesrepublik, wo erst in den 1980er Jahren wieder neue Bühnen entstanden. Doch wegen rückläufiger Besucherzahlen machte es seit 1994 jährlich Verluste von 700 000 bis 1,5 Millionen Mark. Da aufgrund des neuen Steuerrechts die Theaterbesitzerin Telse Grell die Verluste des Theaters nicht weiter steuerlich von ihren Mietgewinnen absetzen durfte, entschloss sie sich zur Schließung. Nach über 107 Jahren mit über 36 Millionen Besuchern und mehr als 25.000 Künstlern in 51.188 Shows fiel am 31. Dezember 2001 der letzte Vorhang.
Die Einrichtung des Theaters (von den handgemalten Bühnenbildern bis zum Klingelknopf für die Bedienung am Tisch) blieb seit 1953 nahezu unverändert und wurde auch nach der Schließung durch die Eigentümer in tadellosem Zustand weiter erhalten. Im Jahr 2018 wurde es unter Denkmalschutz gestellt.

## Neuanfang
Am 13. Januar 2009 wurde der Betrieb probeweise auf Initiative von Thomas Collien und Ulrich Waller, Leiter des St.-Pauli-Theaters, wieder aufgenommen. Die Besucherzahlen machten sogar eine Verlängerung der zunächst kürzer geplanten Spielzeit bis zum 5. April 2009 möglich. Aufgrund der guten Erfahrungen folgten seitdem weitere Spielzeiten immer von Oktober bis Februar. Seit 2020 wird das Theater ganzjährig bespielt.

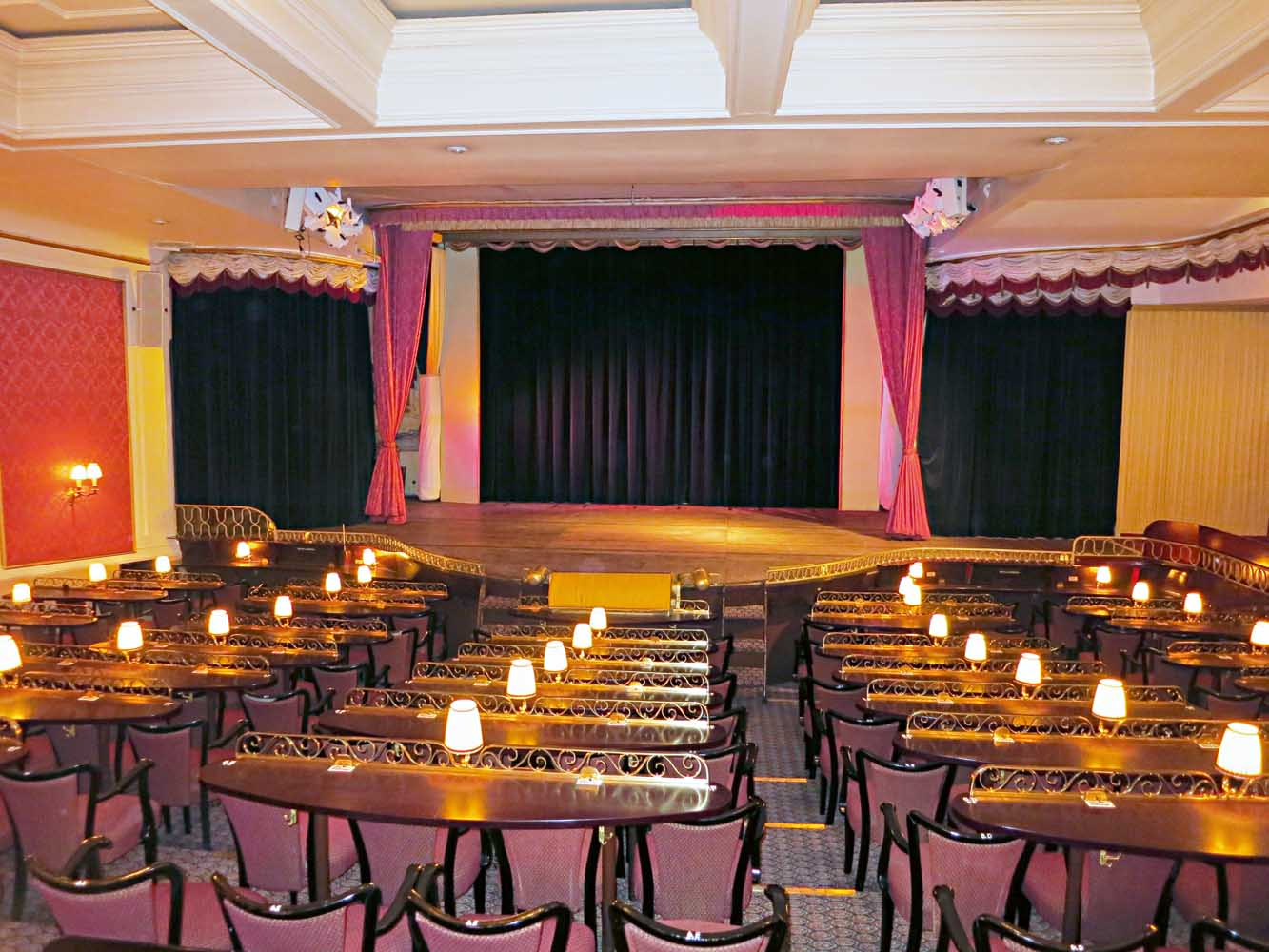
Blick vom Saal auf die Bühne
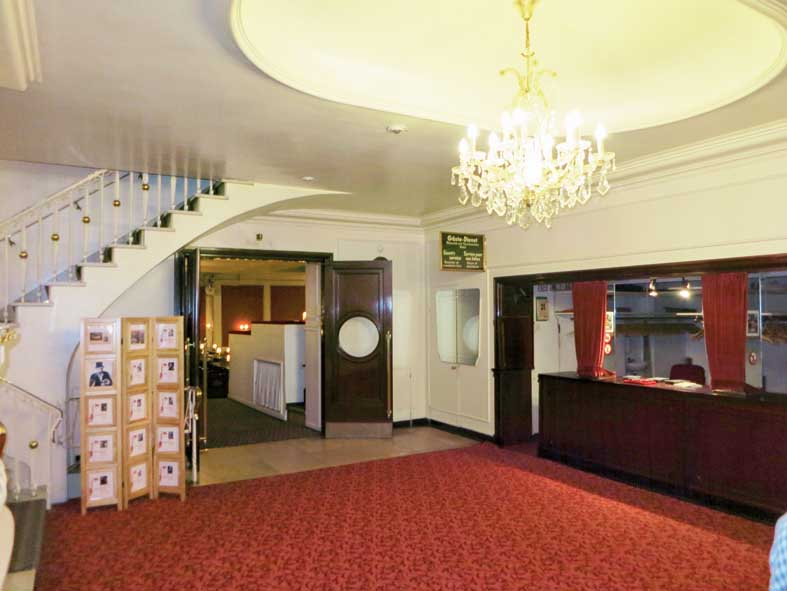
Teilansicht des Foyers im Hansa-Theater
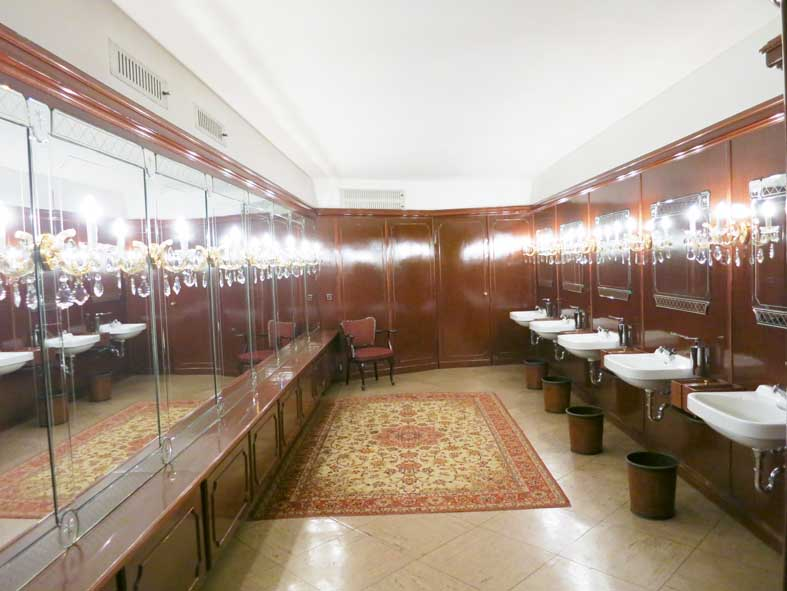
50 Jahre unverändert: Der Toilettenraum

## Fernsehsendungen
- Hansa-Theater Varieté: 5. März 1894 bis 31. Dezember 2001 (75-minütige NDR-Dokumentation von Gisela Tuchtenhagen aus dem Jahr 2003 über die Geschichte und die letzten vier Monate des Hansa Theaters, mit vielen Aufnahmen hinter den Kulissen, bei Artisten, aber auch in Service, Küche und Technik)

Zeitungsanzeige des Hansa-Theaters, 1897